# شاخص حرکت جهت‌دار میانگین
شاخص حرکت جهت‌دار میانگین (ADX) در سال ۱۹۷۸ توسط ولز وایلدر به عنوان شاخص قدرت روند در مجموعه ای از قیمت‌های یک ابزار مالی ایجاد شد.

## شاخص حرکت جهت‌دار میانگین
شاخص حرکت جهت‌دار میانگین (Averageبه انگلیسی : Directional Movement Index) یا ADX نوعی شاخص بازار است که در آنالیز فنی کاربرد دارد.
این شاخص توسط ولز وایلدر (به انگلیسی : J. Welles Wilder ) ابداع گردید و برای تعیین وضعیت حالات رونددار (به انگلیسی: trending) یا بدون روند (به انگلیسی: non-trending) بازار بکار می‌رود.

## عناصر تشکیل دهنده
این شاخص از سه عنصر کلیدی تشکیل گردیده‌است:
- DI+: اندیکاتور جهتدار مثبت (positive directional indicator)
- DI-: اندیکاتور جهتدار منفی (negative directional indicator)
- خط ADX: شاخص جهتدار میانگین (average directional index)

زمانی که نمودار +DI از -DI بیشتر باشد نشانگر بازار گاوی (bullish) یا میل رو به بالا خواهد بود. بر عکس، زمانی که نمودار DI- از DI+ بیشتر باشد نشانگر بازار خرسی (bearish) یا میل رو به پایین است.
خط ADX از ترکیب دو اندیکاتور +DI و -DI تشکیل می‌گردد. صعود خط ADX نشانگر یک بازار رونددار (trending) است (به‌خصوص بالای مقدار ۴۰) در حالی که پَخ بودن یا نزول این خط نشانگر یک محیط راکد یا بدون روند است، به‌خصوص زمانی که موقعیت این خط زیر ۲۰ قرار گیرد.
معمولاً مجموع سه عنصر نام برده می‌تواند بیانگر خوبی از وضعیت گرایشی بازار تلقی گردد.

## استفاده از شاخص حرکت جهت دار میانگین (ADX)
شاخص حرکت جهت دار میانگین (ADX) همراه با نشانگر جهت منفی (DI-) و نشانگر جهت مثبت (DI+) شاخص‌های حرکت هستند. ADX به سرمایه گذاران کمک می‌کند تا قدرت روند را تعیین کنند در حالی که DI- و DI+ به تعیین جهت روند کمک می‌کنند.
وقتی ADX بیش از ۲۵ باشد یک روند قوی و وقتی ADX زیر ۲۰ باشد یک روند ضعیف را مشخص می‌کند.
اگر DI- به بالای DI+ برود و ADX بالای ۲۰ یا ۲۵ باشد، این فرصتی برای ورود به یک تجارت کوتاه بالقوه است.
هنگامی که ADX زیر ۲۰ است، این نشانگر روند بی روند قیمت است و بنابراین ممکن است زمان ایده‌آل برای ورود به معامله نباشد.